# Мунчян, Ншан Аракелович
Ншан Аракелович Мунчян (арм. Նշան Առաքելի Մունչյան; род. 24 июня 1963, Ереван) — советский и армянский боксёр, четырёхкратный чемпион СССР (1986, 1987, 1989, 1991), чемпион Европы (1987), обладатель Кубка мира (1994), чемпион мира (1993), победитель Игр доброй воли 1986 года. Выступал в первом наилегчайшем весе. Заслуженный мастер спорта СССР (1989).

## Биография
Ншан Мунчян родился  24 июня 1963 года в Ереване. Начал заниматься боксом в 1976 году под руководством Армена Антоняна. Выступал за спортивное общество «Ашхатанк». В 1986 году впервые выиграл чемпионат СССР, победив в финале этого турнира Александра Махмутова, в поединках с которым на протяжении второй половины 1980-х годов с переменным успехом оспаривал право считаться лучшим советским боксёром первого наилегчайшего веса и представлять СССР на международных соревнованиях в этой весовой категории. С 1986 по 1991 год входил в состав национальной сборной страны, становился победителем и призёром чемпионата Европы и Игр доброй воли, призёром чемпионата мира и Кубка мира.
В 1993–1996 годах входил в состав сборной Армении. В 1993 году на чемпионате мира в Тампере Ншан Мунчян выиграл пять боёв и завоевал золотую медаль. В финале он в упорном поединке победил серебряного призёра Олимпийских игр в Барселоне и главного фаворита соревнований Даниеля Петрова из Болгарии. Благодаря этому успеху Ншан Мунчян вошёл в историю как первый спортсмен, ставший чемпионом мира под флагом независимой Армении. В 1994 году выиграл Кубок мира, в 1995 году выступал на чемпионате мира в Берлине, в 1996 году участвовал в Олимпийских играх в Атланте, где уже в первом бою вновь встретился с Даниелом Петровым и на этот раз уступил ему.
После завершения спортивной карьеры с 1997 по 2007 год был вице-президентом Федерации бокса Армении, а в 1999–2001 годах также занимал пост генерального секретаря Национального олимпийского комитета Армении. С 2007 года проживает в США и  работает главным тренером по боксу в лос-анджелесском спортивном клубе «International Sports Union». В 2013 году был награждён медалью Министерства спорта и по делам молодёжи Армении.